# Puputan

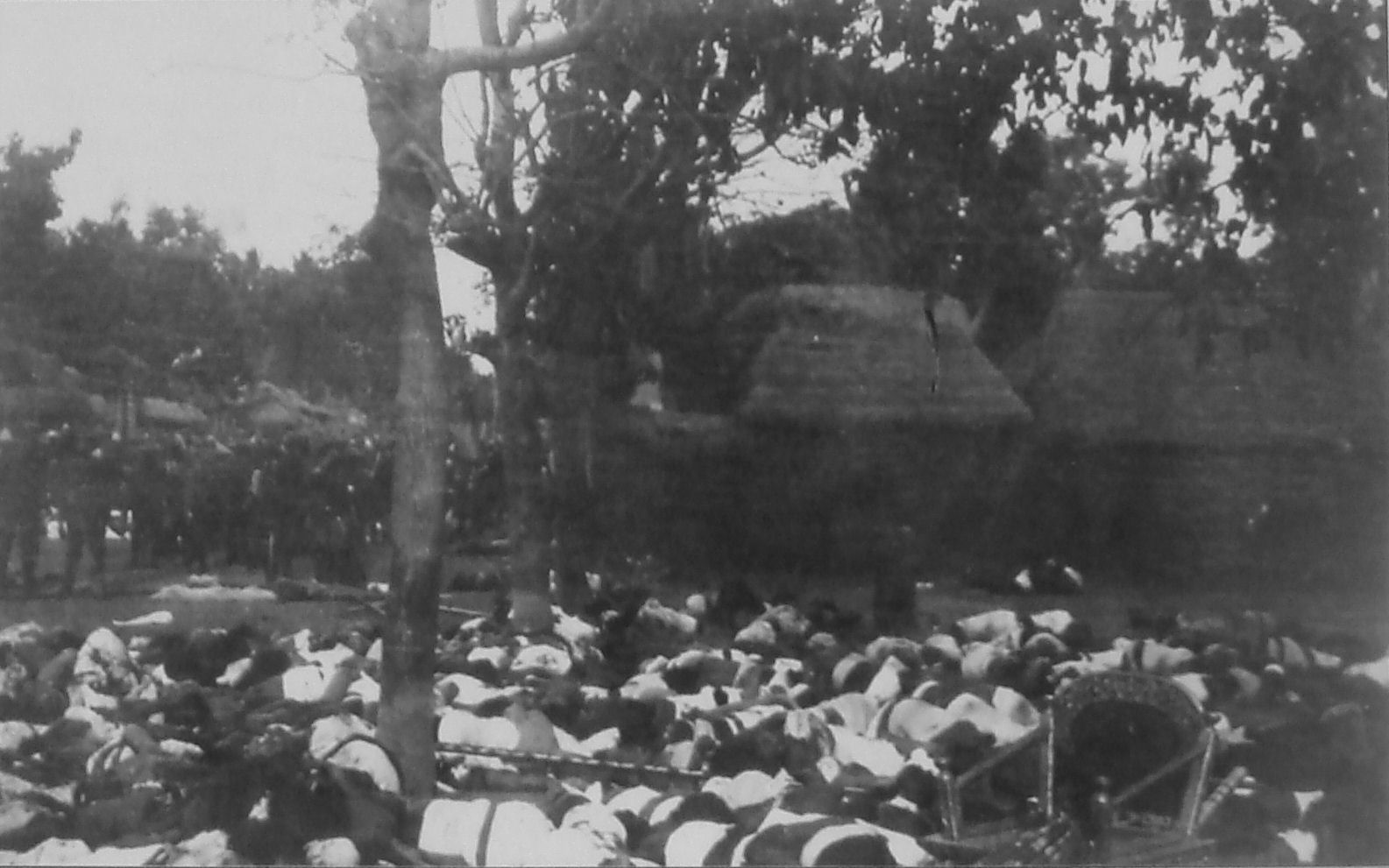
Ciała Balijczyków, którzy popełnili puputan w Badungu

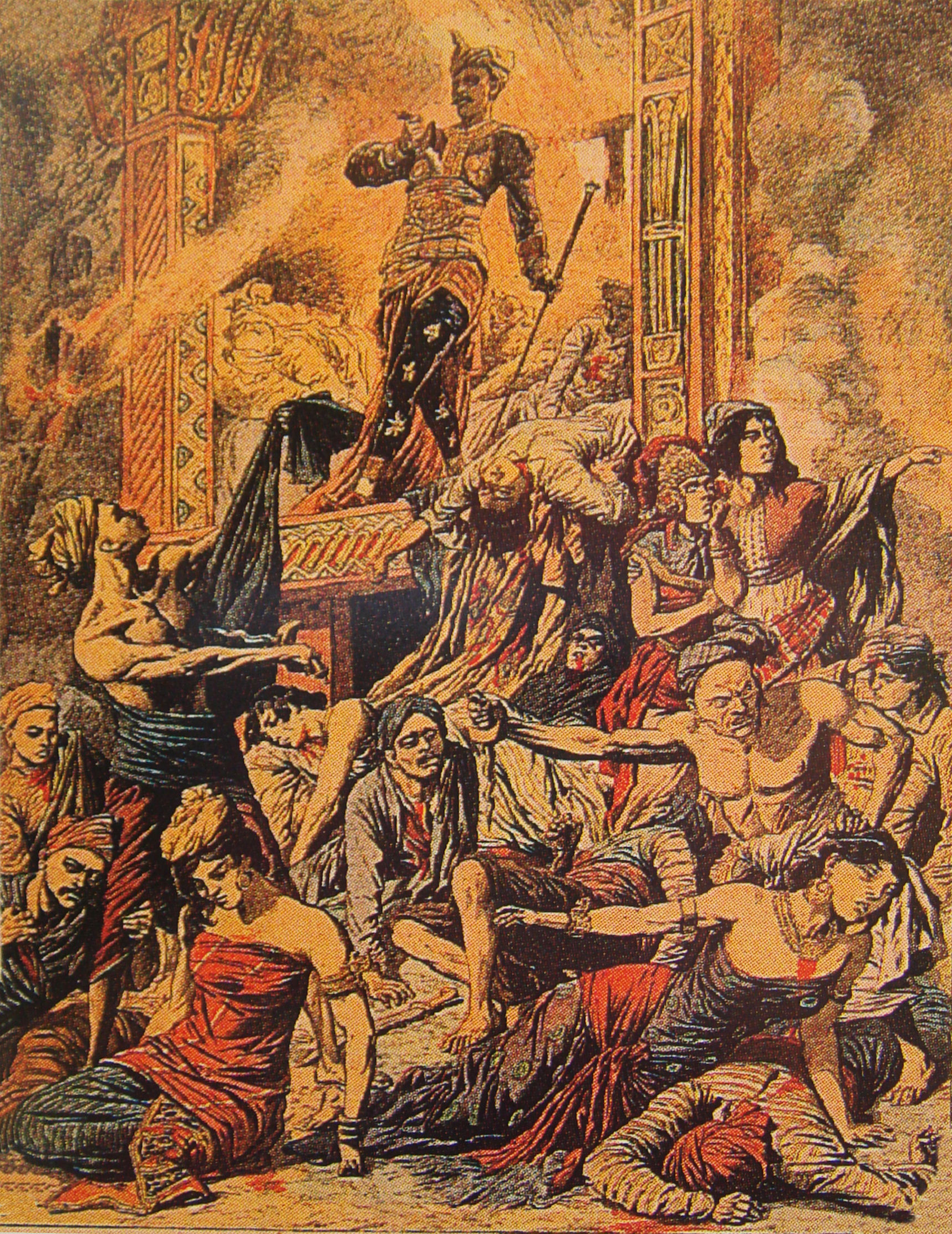
Radża Bulelengu popełnił samobójstwo wraz z 400 poddanymi w roku 1849

Puputan – w języku balijskim (walcz do końca) termin odnoszący się do rytualnego samobójstwa popełnianego w obliczu nieuniknionej, a upokarzającej kapitulacji. Najbardziej znane przypadki puputanu miały miejsce w 1906 i 1908 roku, gdy stawiający opór Balijczycy byli siłą ujarzmiani przez Holendrów.

## Puputan w królestwie Badungu
14 września 1906 roku dążące do opanowania wyspy Bali znaczne siły Królewskiej Armii Holenderskich Indii Wschodnich wylądowały na plaży Sanur, gdzie nie napotkały poważnego oporu i pomaszerowały − jak na paradzie − ku miastu Denpasar, stolicy królestwa Badungu. Żołnierze przeszli przez wymarłe, opuszczone miasto i podeszli pod pałac królewski. Zauważyli kłęby dymu nad zabudowaniami i usłyszeli niepokojące dudnienie bębnów dobiegające zza murów pałacu.
Gdy podeszli pod bramę wyłoniła się z niej milcząca procesja wiedziona przez niesionego w palankinie radżę. Władca odziany był w tradycyjny biały strój pogrzebowy przybrany klejnotami i uzbrojony w ceremonialny kris. Pozostali uczestnicy procesji, w tym członkowie królewskiego rządu, gwardziści, kapłani, żony, dzieci i służący radży, byli poubierani i uzbrojeni podobnie.
Gdy procesja znalazła się w odległości około stu kroków od Holendrów zatrzymała się, po czym radża wysiadł z palankinu, dał znak jednemu z kapłanów, a ten wbił swój sztylet w pierś władcy. Pozostali uczestnicy procesji zaczęli na ten znak zabijać się nawzajem.
Rzekomy „przypadkowy strzał” oraz „atak lancą i włócznią” sprowokował Holendrów do otwarcia ognia z karabinów i dział. Tymczasem procesja trwała: z bramy pałacu wyłaniały się kolejne szeregi biało odzianych Balijczyków i rosła liczba zwłok, które padały warstwami jedne na drugich. Ostatecznie zginęło około tysiąc Balijczyków. Wszyscy popełnili puputan lub zostali zabici przez Holendrów.
Żołnierze holenderscy obdarli ciała zabitych z kosztowności i splądrowali ruiny płonącego pałacu radży. W kilka miesięcy później resztki pałacu zrównano z ziemią.

## Puputan w Klungkungu
Inny przypadek puputanu miał miejsce 18 kwietnia 1908 roku w pobliżu pałacu w Klungkungu, gdzie − po śmierci radży, zastrzelonego przez holenderskich żołnierzy − rytualne samobójstwo popełniło około 200 osób.